# Amazoniet

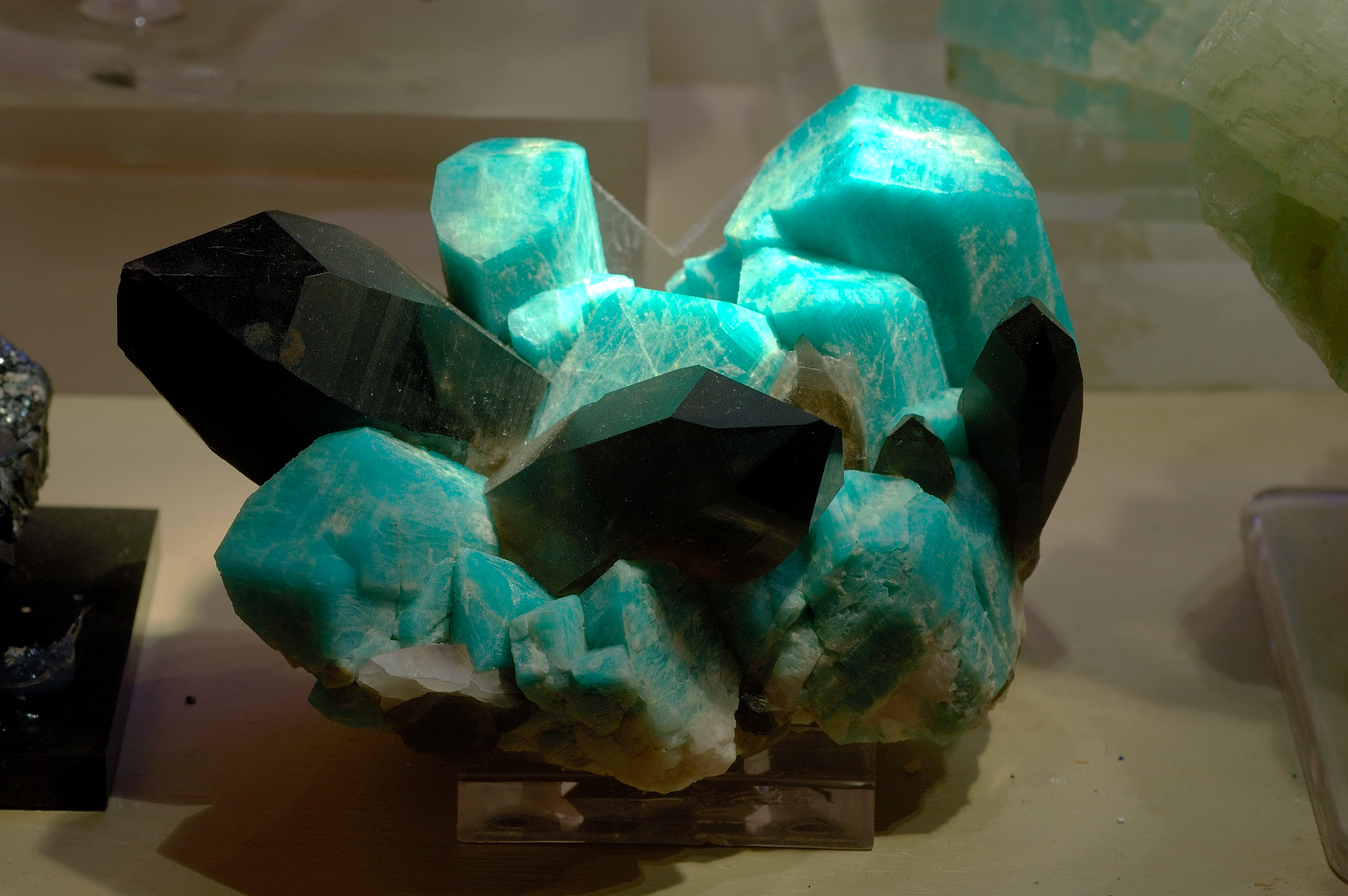
Amazoniet met rookkwarts uit Two Point Claim in de Amerikaanse staat Colorado

Amazoniet, soms ook amazonesteen genoemd, is een groene variëteit van microklien, een vorm van veldspaat.
De naam is afkomstig van de rivier de Amazone, waaruit vroeger een bepaald type groene stenen werden gewonnen, maar het is twijfelachtig of groene veldspaat ook voorkomt in het Amazonegebied.
Amazoniet komt slechts beperkt voor. Vroeger werd het bijna alleen gewonnen bij de Russische stad Miass in de Ilmenbergen in de Zuidelijke Oeral, waar het voorkomt in graniet. Recentelijker werden ook kristallen gevonden in de Pikes Peak in de Amerikaanse staat Colorado, waar het geassocieerd is met rookkwarts, orthoklaas en albiet in grofkorrelige graniet of pegmatiet. Verschillende andere locaties in de Verenigde Staten, waaronder de Crystal Peak in hetzelfde Colorado bevatten ook amazoniet en ook in Madagaskar is amazoniet aangetroffen in pegmatiet.
Vanwege de heldere groene kleur die het mineraal door polijsten kan krijgen, wordt amazoniet soms ook in stukken gehakt en gebruikt als edelsteen, al kunnen er makkelijk breuken in ontstaan.
Lang heeft men zich afgevraagd waar de groene kleur van amazoniet vandaan komt. Velen dachten dat de kleur door koper ontstond, aangezien koperafzettingen vaak blauwe en groene kleuren hebben. Recentelijke onderzoeken wijzen er echter op dat de blauwgroene kleur het resultaat is van kleine hoeveelheden lood en water in het veldspaat (Hoffmeister and Rossman, 1985).